# Andrew Davis (director de orquesta)
Andrew Frank Davis (Ashridge, Hertfordshire, Reino Unido, 2 de febrero de 1944-Chicago, 20 de abril de 2024) fue un director de orquesta británico. Fue director musical y director principal de la Ópera Lírica de Chicago, director jefe de la Orquesta Sinfónica de Melbourne y director laureado de la Orquesta Sinfónica de Toronto y de la Orquesta Sinfónica de la BBC.

## Vida
Davis nació en Ashridge, en el condado de Hertfordshire, hijo de Robert J. Davis y de Florence Joyce (de soltera Badminton). Creció en Chesham del condado de Buckinghamshire y en Watford. Asistió a la Escuela de Gramática de Watford, donde estudió clásicas, en sus seis años de duración. Su trabajo musical de adolescente incluyó tocar el órgano en el Teatro Palace de Watford. Estudió después en la Royal Academy of Music y en el King's College de Cambridge, donde fue becario de órgano, graduado en 1967. Más tarde estudió dirección de orquesta en Roma, con Franco Ferrara.

## Carrera
El primer puesto importante obtenido fue como director asociado de la Orquesta Sinfónica de la BBC escocesa, empezando en 1970. En 1975 fue nombrado director musical de la Orquesta Sinfónica de Toronto (TSO). Mantuvo el puesto hasta 1988 y entonces tomó el título de director laureado.
En 1988, fue nombrado director musical en el Festival de Glyndebourne, donde conoció a la soprano estadounidense Gianna Rolandi, quien se convirtió en su tercera esposa. Concluyó su trabajo en Glyndebourne en el 2000. En 1989, John Drummond lo nombró director jefe de la Orquesta Sinfónica de la BBC (BBC SO). Durante su mandato en la BBC SO, Davis restauró la tradición establecida por Malcolm Sargent de que el director jefe de la BBC SO dirigiera la Última Noche de los Proms. Fue reconocido por sus humorísticos discursos de Última Noche, pero también dirigió las partes musicales de los funerales de Diana, princesa de Gales, la Madre Teresa y Georg Solti. Dejó la BBC SO como director jefe en 2000 y luego obtuvo el título de director laureado.
En mayo de 1992, fue nombrado Comandante de la Orden del Imperio Británico (CBE) y en 1999 fue nombrado Knight Bachelor en la New Year Honours List. En el 2002 dirigió el Prom en el Palacio, en los jardines del Palacio de Buckingham como parte de las celebraciones para el Jubileo de Oro de Isabel II.[cita requerida]
Davis fue nombrado director musical y director principal de la Ópera Lírica de Chicago en el 2000. Su trabajo en Chicago incluyó su primera interpretación de El anillo del nibelungo, el ciclo de Richard Wagner, en el 2005, y la primera producción en Chicago de la ópera The Midsummer Marriage, de Michael Tippett. Su contrato con la Ópera Lírica de Chicago fue hasta la temporada 2020-2021.
En el 2005 fue nombrado consejero musical de la Orquesta Sinfónica de Pittsburgh, para un periodo de tres años. Sin embargo, en septiembre del 2006 anunció su renuncia a esta posición en Pittsburgh. Fuera de los Estados Unidos, en junio del 2012, la Orquesta Sinfónica de Melbourne lo nombró su director jefe, desde enero del 2013, con un contrato inicial de cuatro años.
Grabó para diferentes sellos, entre ellos NMC Recordings, Teldec y la Deutsche Grammophon. También hizo una aclamada grabación de la ópera La máscara de Orfeo de Harrison Birtwistle. Especializado por igual en el repertorio sinfónico británico contemporáneo y en el mundo operístico, fue una de las figuras más destacadas de la dirección de orquesta en la actualidad pese a ser un tanto desconocido para muchos aficionados, tal vez porque su ámbito de actuación se centró casi con exclusividad en el entorno anglosajón. Director muy eficaz y solvente, sus interpretaciones gozan de una intensa musicalidad y de un alto grado de compromiso que provoca entusiasmos inquebrantables. Comunicativo y de gesto muy amplio, su técnica de batuta es vigorosa y en ocasiones acompañaba sus dictados con una gesticulación muy acusada y extrovertida en el plano facial, y con enormes arqueos de tronco.
Según la opinión de los especialistas, fue uno de los mejores traductores de la música de Elgar, Delius, Vaughan Williams y, especialmente, de Michael Tippett, incluido el estreno británico de su trabajo La máscara de tiempo, aunque su repertorio también abarcó a los grandes autores sinfónicos de principios del siglo XX, con mayor predilección hacia la música eslava.
Davis y su mujer, la soprano estadounidense Gianni Rolandi, fallecida en el 2021, residieron en Chicago.

## Discografía selecta
- 1977 – Fauré: Réquiem; Duruflé: Réquiem (Sony).
- 1982 – Elgar: Variaciones Enigma; Pompa y circunstancia Marchas n.º 1-5. Philharmonia (Sony).
- 1987 – Händel: Messiah. Kathleen Battle, Florence Quivar, John Aler, Samuel Ramey, Orquesta Sinfónica de Toronto (EMI).
- 1991 – Elgar: Variaciones Enigma, Serenata para cuerdas, Obertura Cockaigne. BBC SO (Teldec).
- 1991 – Britten: The Young Person's Guide to the Orchestra, Bridge Variations, Four Sea Interludes & Passacaglia. BBC SO (Teldec).
- 1991 – Vaughan Williams: Sinfonía n.º 6, The Lark Ascending, Fantasía sobre un tema de Thomas Tallis. Tasmin Little, BBC SO (Teldec).
- 1994 – Holst: The Planets & Egdon Heath. BBC SO (Teldec).
- 1993 – Delius: British Orchestral Works. BBC SO (Teldec).
- 1998 – Elgar: Falstaff; Bassoon Romance; Froissart; Grania and Diarmid. Graham Sheen, BBC SO (Teldec).
- 1998 – Brahms: Conciertos para piano. Stephen Hough, BBC SO (Erato, Warner, EMI, Virgin).
- 1997 – Rajmáninov: Danzas sinfónicas; La isla de los muertos. Real Orquesta Filarmónica de Estocolmo (Finlandia).
- 1998 – Walton: Belshazzar's Feast; Vaughan Williams: Job. Bryn Terfel, BBC Singers, BBC SO (Teldec).
- 2004 – Vaughan Williams: Sinfonías n.º 1-9 & Orchestral Works. Amanda Roocroft, Tasmin Little, Thomas Hampson, BBC SO (Warner).
- 2005 – Elgar: Orchestral Works. BBC SO (Warner).
- 2006 – Liszt: Concierto para piano n.º 1; Chopin: Concierto para piano n.º 1. Yundi Li, Philharmonia (DG).
- 2007 – Elgar: Sinfonía n.º 1, Variaciones Enigma. Philharmonia (Decca).
- 2007 – Nicole Cabell. Orquesta Filarmónica de Londres (Decca).
- 2007 – Live from the BBC Proms: Best of British Delius & Tippett. BBC SO (DG).
- 2007 – Best of British from the 2007 BBC Proms. BBC SO, Christian Poltéra (DG).
- 2012 – Last Night of the Proms. The 100th Season. Bryn Terfel, Evelyn Glennie, Michael Davis, BBC Singers, BBC SO (Warner, Teldec).
- 2014 – Sibelius: Concierto para violín; Suite Karelia. Jennifer Pike, Orquesta Filarmónica de Bergen (Chandos).